# Pareil à la mer profonde
Pareil à la mer profonde est une mélodie d'Augusta Holmès composée en 1898.

## Composition
Augusta Holmès compose sa mélodie en 1898 sur un poème écrit par elle-même. L'œuvre a été publiée aux éditions Heugel, avec une illustration d'A. Feuzé.